# NHL (1946/1947)
Sezon NHL 1946-1947 był 30. sezonem ligi NHL. Sześć zespołów rozegrało po 60 meczów w sezonie zasadniczym. Puchar Stanleya zdobyła drużyna Toronto Maple Leafs.

## Sezon zasadniczy
M = Mecze, W = Wygrane, P = Przegrane, R = Remisy, PKT = Punkty, GZ = Gole Zdobyte, GS = Gole Stracone, KwM = Kary w minutach
| Drużyna             | M  | W  | P  | R  | PKT | GZ  | GS  | KwM |
| ------------------- | -- | -- | -- | -- | --- | --- | --- | --- |
| Montreal Canadiens  | 60 | 34 | 16 | 10 | 78  | 189 | 138 | 561 |
| Toronto Maple Leafs | 60 | 31 | 19 | 10 | 72  | 209 | 172 | 669 |
| Boston Bruins       | 60 | 26 | 23 | 11 | 63  | 190 | 175 | 463 |
| Detroit Red Wings   | 60 | 22 | 27 | 11 | 55  | 190 | 193 | 535 |
| New York Rangers    | 60 | 22 | 32 | 6  | 50  | 167 | 186 | 426 |
| Chicago Black Hawks | 60 | 19 | 37 | 4  | 42  | 193 | 274 | 467 |

### Najlepsi strzelcy
| Zawodnik           | Drużyna             | Mecze | Bramki | Asysty | Punkty | Kary w minutach |
| ------------------ | ------------------- | ----- | ------ | ------ | ------ | --------------- |
| Max Bentley        | Chicago Black Hawks | 60    | 29     | 43     | 72     | 12              |
| Maurice Richard    | Montreal Canadiens  | 60    | 45     | 26     | 71     | 69              |
| Billy James Taylor | Detroit Red Wings   | 60    | 17     | 46     | 63     | 35              |
| Milt Schmidt       | Boston Bruins       | 59    | 27     | 35     | 62     | 40              |
| Ted Kennedy        | Toronto Maple Leafs | 60    | 28     | 32     | 60     | 27              |

## Playoffs

### Półfinały
| Montreal Canadiens – Boston Bruins                         | Montreal Canadiens – Boston Bruins | Montreal Canadiens – Boston Bruins | Montreal Canadiens – Boston Bruins | Montreal Canadiens – Boston Bruins | Montreal Canadiens – Boston Bruins | Montreal Canadiens – Boston Bruins |
| Data                                                       | Wyjazd                             | Wyjazd                             | Dom                                | Dom                                |                                    |                                    |
| ---------------------------------------------------------- | ---------------------------------- | ---------------------------------- | ---------------------------------- | ---------------------------------- | ---------------------------------- | ---------------------------------- |
| 25 marca                                                   | Boston                             | 1                                  | 3                                  | Montreal                           |                                    |                                    |
| 27 marca                                                   | Boston                             | 1                                  | 2                                  | Montreal                           | Po dogrywce                        |                                    |
| 29 marca                                                   | Montreal                           | 2                                  | 4                                  | Boston                             |                                    |                                    |
| 1 kwietnia                                                 | Montreal                           | 5                                  | 1                                  | Boston                             |                                    |                                    |
| 3 kwietnia                                                 | Boston                             | 3                                  | 4                                  | Montreal                           | Po 2 dogrywkach                    |                                    |
| Montreal wygrał 4:1 i awansował do finału Pucharu Stanleya |                                    |                                    |                                    |                                    |                                    |                                    |

| Toronto Maple Leafs – Detroit Red Wings                     | Toronto Maple Leafs – Detroit Red Wings | Toronto Maple Leafs – Detroit Red Wings | Toronto Maple Leafs – Detroit Red Wings | Toronto Maple Leafs – Detroit Red Wings | Toronto Maple Leafs – Detroit Red Wings | Toronto Maple Leafs – Detroit Red Wings |
| Data                                                        | Wyjazd                                  | Wyjazd                                  | Dom                                     | Dom                                     |                                         |                                         |
| ----------------------------------------------------------- | --------------------------------------- | --------------------------------------- | --------------------------------------- | --------------------------------------- | --------------------------------------- | --------------------------------------- |
| 26 marca                                                    | Detroit                                 | 2                                       | 3                                       | Toronto                                 | Po dogrywce                             |                                         |
| 29 marca                                                    | Detroit                                 | 9                                       | 1                                       | Toronto                                 |                                         |                                         |
| 1 kwietnia                                                  | Toronto                                 | 4                                       | 1                                       | Detroit                                 |                                         |                                         |
| 3 kwietnia                                                  | Toronto                                 | 4                                       | 1                                       | Detroit                                 |                                         |                                         |
| 5 kwietnia                                                  | Detroit                                 | 1                                       | 6                                       | Toronto                                 |                                         |                                         |
| Toronto wygrało 4:1 i awansowało do finału Pucharu Stanleya |                                         |                                         |                                         |                                         |                                         |                                         |

### Finał Pucharu Stanleya
| Montreal Canadiens – Toronto Maple Leafs      | Montreal Canadiens – Toronto Maple Leafs | Montreal Canadiens – Toronto Maple Leafs | Montreal Canadiens – Toronto Maple Leafs | Montreal Canadiens – Toronto Maple Leafs | Montreal Canadiens – Toronto Maple Leafs |
| Data                                          | Wyjazd                                   | Wyjazd                                   | Dom                                      | Dom                                      |                                          |
| --------------------------------------------- | ---------------------------------------- | ---------------------------------------- | ---------------------------------------- | ---------------------------------------- | ---------------------------------------- |
| 8 kwietnia                                    | Toronto                                  | 1                                        | 0                                        | Montreal                                 |                                          |
| 10 kwietnia                                   | Toronto                                  | 2                                        | 0                                        | Montreal                                 |                                          |
| 12 kwietnia                                   | Montreal                                 | 2                                        | 4                                        | Toronto                                  |                                          |
| 15 kwietnia                                   | Montreal                                 | 1                                        | 2                                        | Toronto                                  | Po dogrywce                              |
| 17 kwietnia                                   | Toronto                                  | 1                                        | 3                                        | Montreal                                 |                                          |
| 19 kwietnia                                   | Montreal                                 | 1                                        | 2                                        | Toronto                                  |                                          |
| Toronto wygrało 4:2 i zdobyło Puchar Stanleya |                                          |                                          |                                          |                                          |                                          |

## Nagrody
| O’Brien Trophy:            | Montreal Canadiens                  |
| Prince of Wales Trophy:    | Montreal Canadiens                  |
| Calder Memorial Trophy:    | Howie Meeker, Toronto Maple Leafs   |
| Hart Memorial Trophy:      | Maurice Richard, Montreal Canadiens |
| Lady Byng Memorial Trophy: | Bobby Bauer, Boston Bruins          |
| Vezina Trophy:             | Bill Durnan, Montreal Canadiens     |